# Concordia (Schiff, 1930)
Die Concordia war ein Dampfschiff, das in der Zeit von 1930 bis 1976 auf dem Puget Sound als Passagier- und Frachtfähre betrieben wurde. Sie war das letzte kommerziell eingesetzte dampfbetriebene Binnenfahrgastschiff, das am Puget Sound bzw. am Columbia River gebaut wurde.

## Geschichte
Vom Stapel lief die Concordia 1930 in Tacoma, Washington.
Die Concordia, aufgrund ihrer Beliebtheit im Volksmund auch Conkie genannt, war eines von vier nach 1920 am Puget Sound bzw. am Columbia River entstandenen Dampfschiffe. Die anderen hießen Virginia V, Sightseer, Vashona und Arcadia.
Das Schiff wurde im Auftrag der „Vashon Navigation Company“ gebaut um das größere Schiff Vashona zu ersetzen. Das Geschäftsvolumen des Unternehmens auf der wichtigen Route von Tacoma nach Quartermaster Harbor war deutlich zurückgegangen und ein derart großes Schiff wie die Vashona würde nicht mehr benötigt und konnte nicht mehr wirtschaftlich betrieben werden.
Die Concordia war ursprünglich geplant mit einer Länge von 65 Fuß (ca. 19,80 Meter). Der Präsident des Unternehmens John Manson stellte jedoch fest, dass man entsprechend den maritimen Vorschriften der Vereinigten Staaten bei einer Verkürzung des Schiffes auf weniger als 65 Fuß, genau auf 62,50 Fuß (19,50 Meter) Personal und damit Kosten sparen könnte. Diese Vorschriften würden es erlauben das Schiff mit einem Besatzungsmitglied weniger zu betreiben. Der Heckbereich des Schiffsrumpfes wurde dann auf den endgültigen verkürzten Entwurf verändert. Durch diese Veränderung entstand in der Optik des Schiffes ein abgeschnittener, fast gestutztes Eindruck. Die Vashona wurde an die „Anderson Steamboat Company“ verkauft.

## Einsatz
Die Concordia wurde auf der „Tacoma-Quartermaster Harbor“ Linie eingesetzt. Einer der Kapitäne auf der Route war der bekannte und beliebte Thomas W. "Billy" Phillips (1877–1949).
Im Jahre 1937 wurde das Schiff anstelle der Dampfmaschine mit einem 90 PS starken Dieselmotor ausgerüstet. 1942 verkaufte die „Vashon Navigation Company“ die  Concordia an Joe Boies und Irving Frank, Geschäftsleute die die „Harbor Island Ferries“ betrieben. Sie setzten die Concordia ein zum Transport von Werftarbeitern zwischen Elliott Bay und dem Zentrum von Seattle. Seit 1958 wurde das Schiff von der Horluck Transportation Company als Teil ihrer Pendler- und Touristenflotte betrieben. Sie operierte von ihren Häfen in Bremerton und Port Orchard, Washington aus.

## Trivia
Am 2. August 1936 wurde die  Concordia von der Zeitung Tacoma Times für das jährliche Picknick seiner 300 jungen Zeitungsausträger in Redondo Beach, Washington gechartert. Dies war eine der regelmäßigen anerkennenden Veranstaltungen der Tacoma Times für ihre Zeitungsjungen.

## Verbleib
Die Concordia wurde 1976 am Lake Union (Seattle) aufgelegt. Der weitere Verbleib ist unbekannt.